# 高雄市立高雄高級工業職業學校
高雄市立高雄高級工業職業學校（英語：Kaohsiung Municipal Kaohsiung Industrial High School），簡稱高雄高工或雄工，但網域使用舊式英文縮寫「KSVS」，是一所位於高雄市三民區的技術型高級中等學校。
源自創於日治時期昭和17年（1942年）的「高雄州立高雄工業學校」，首任校長為宮本清利博士，初設機械、電氣、化學、土木與建築等五科，1944年增設航空、金屬等二科。該校為臺灣八大省工之一，並附設駕駛訓練班、進修部，與國立高雄科技大學建工校區比鄰。

## 歷史沿革
此校創於日治時期昭和17年（1942年）3月28日（4月1日開學），校名為「高雄州立高雄工業學校」，昭和20年（1945年）1月併入此校的「高雄商工專修學校」及「台灣總督府高雄工業技術練習生養成所」則在此校創校之前成立（位於今獅甲國中小處）。1946年9月更名為台灣省立高雄工業職業學校。1963年設置專科部，至1972年與高雄工專分治。1979年7月隨高雄市改制為院轄市，奉令校名改稱為高雄市立高雄高級工業職業學校迄今。
- 本校創校前
  - 1935年5月25日，創設「高雄州商工專修學校」，為一所高雄州轄高雄市立學校，暫借湊國民學校（今鼓山國小）之部分為校舍，創校初期僅設有商業科，三年後始創立工業科，並細分機械、土木、電器、建築4科。[1][2][3]
  - 1939年，高雄商工專修學校遷至前鎮戲獅甲獅甲253番地一二新校址，即今日獅甲國中小處。
  - 1942年4月29日，於戲獅甲高雄商工專修學校內[4]創設「台灣總督府高雄工業技術練習生養成所」，為本校進修部之前身，初期設有機械科、電器科、土木科、建築科各35名生，共140人。[5]
- 1942年4月1日，於現址創校[6]，校名為高雄州立高雄工業學校，修業年限五年，為甲種實業學校，首任校長為宮本清利博士。1944年增設航空科、金屬科。
- 1945年二戰戰後，沿用舊校名為高雄州立高雄工業學校。另原台灣總督府高雄工業技術練習生養成所更名為高雄州立高雄工業技術人員養成所。
- 1946年3月，「高雄商工專修學校」連同「工業技術練習生養成所」併入高雄州立高雄工業學校辦理。
- 1946年9月，該校更名為台灣省立高雄工業職業學校。另原養成所更名為台灣省立高雄工業技術人員養成所。
- 1947年2月28日二二八事件爆發，高雄部分學校也因此陷入了軍民的衝突之中。雄工、雄中、雄商與雄女在高雄第一中學為據點，組成了雄中自衛隊，其組成目的主要是為維護學校的安全。
- 1949年7月，原養成所更名為台灣省立高雄工業職業學校附設工業職業補習學校。
- 1950年7月，附設工業職業補習學校改辦高級部三年制。
- 1953年8月，附設工業職業補習學校，維持原有之機械科與化工科二科，日間上課。
- 1954年，奉令辦理單位行業訓練示範工職。8月，因應清寒有志學生半工半讀之需，附設工業職業補習學校改為夜間上課，並增設土木科，與原有的化工科、機械科共有三科。
- 1955年8月，奉令實施單位行業訓練，原有機械科改名機工科，電氣科為電工科，增設汽車科，連原有的土木與化工科，共有五科。
- 1956年8月，初級部停招。汽車科改名為汽車修護科，增設管鉗科。
- 1957年8月，增設電子設備修護科，停招土木科與化工科。
- 1958年7月，初級部學生全部畢業，專辦高級部。8月，增設製圖科與鑄工科。補習學校增設電機科，與原有的機械科、化工科、土木科等共有四科。
- 1959年8月，改制為台灣省立高雄高級工業職業學校，補校更名為台灣省立高雄高級工業職業學校附設工業職業補習學校。增設電銲科。
- 1960年8月，增設木模科與電器修護科。
- 1962年，創辦海外青年技訓班，86學年始停辦。
- 1963年，設置專科部，至1972年與高雄工專分治。增設印刷科。
- 1965年8月，該校附設補習學校實施單位行業訓練，土木科停招，共有機工、電工、電子、化工、機械製圖、建築製圖與電器修護等七科。
- 1966年8月，增設化驗科。
- 1967年，成立台灣省立高雄高級工業職業學校附設技藝中心汽車駕駛訓練班。
- 1968年8月，製圖科改為二科，機械製圖科與建築製圖科，連原有的機工科、電工科、汽車修護科、管鉗科、電子設備修護科、電器修護科、木模科、電銲科、印刷科、化驗科與鑄工科等共十三科。
- 1970年8月，與中油（設管鉗與儀器科）、加工出口區高雄電子公司與臺灣標準電子公司（設電子設備修護科）、東泰記造紙公司（設造紙科）等創辦建教合作實驗班。與中船試辦輪調式建教合作班（設電銲科）。
- 1971年8月，續與電信局試辦輪調式建教合作班（設電信科）、中船試辦輪調式建教合作班（增設電工、艤裝、冷作科）、海軍設光中機工科之建教合作班、臺鐵之機車駕駛班。同時與加工出口區高雄電子公司與臺灣標準電子公司（設電子設備修護科）之建教合作實驗班停招。
- 1972年8月，中船試辦輪調式建教合作班之電工科、電銲科，東泰記造紙公司之造紙科等停招。
- 1972年，創辦空中補校，有電機、機械二科，至1977年年停辦。
- 1974年，附設工業職業補習學校應中國造船公司、臺灣造船公司及臺灣省印刷商業同業公會聯合會委託合辦進修式建教合作實驗班，計有鉗工、冷作、管鉗、電工、印刷等五班。
- 1978年8月，附設工業職業補習學校辦理自給自足班。
- 1979年7月，隨高雄市改制為院轄市，奉令校名改稱為高雄市立高雄高級工業職業學校。另原附設工業職業補習學校更名為高雄市立高雄工業職業學校附設高級工業職業進修補習學校。
- 1982年，第一實習大樓完工（現為圖資大樓）。
- 1983年8月，附設高級工業職業進修補習學校辦理一年制「延長以職業教育為主的國民教育」，設有汽車板金、水電、電器修護、機工、電工、冷作等六班（至1995年更名為實用技能班）。
- 1986年6月，《雄工年報》第一輯出版。
- 1989年4月，奉令設置高雄市立高雄工業職業學校附設技術教學中心。
- 1989年，第三實習大樓落成啟用。
- 1992年8月4日，增設高雄市立高雄工業職業學校附設高級工業職業進修補習學校分校，即原高雄市少年輔育院明德補校改制成立，至1995年7月起因輔育院遷建燕巢而停辦。
- 1992年，第三實習大樓完工啟用。
- 1995年12月，高雄市政府教育局核准該校自85學年度起增設機械製圖科。
- 1998年8月，附設補習學校增設資訊科。
- 1999年11月5日，該校附設進修補習學校更名為高雄市立高雄高級工業職業學校附設高級職業進修學校。
- 2000年5月2日，高雄市政府教育局核准該校自89學年度起由原來14科調整為10科。
- 2000年，技教大樓落成啟用。
- 2002年1月4日，高雄市政府教育局核准該校印刷科辦理轉型，並自91學年度起招收圖文傳播科。 8月2日教育部正式同意該校設立圖文傳播科。
- 2002年2月26日， 行政會報確定此校校徽色系為綠色及訂立各科科徽。
- 2002年10月，《雄工年報》刊名變更為《雄工學報》，輯數繼續；《雄工學報》第4輯出版。
- 2003年7月31日，起本校輪調式建教合作班全部結束開班。
- 2004年1月15日，本校技術教學中心更名為工業類整合型教學資源中心。 於8月1日起實施綜合高中，辦理學術學程（自然與社會）及專業學程（電機、電子、資訊與化工），進修學校實用技能班與自費班停招。
- 2006年8月1日，增加綜合高中 - 專業學程為圖文傳播學程，進修學校自95學年度起恢復學時制，並實施機械群（機械科與製圖科）、電機電子群（電子科、電機科、資訊科）及化工群（化工科）之「各群課程暫行大綱教學科目節數表」。
- 2009年4月，圖書館閱覽中心完工啟用、12月懷泗亭落成啟用。
- 2010年8月1日，綜合高中專業學程 - 圖文傳播學程停止招生。
- 2012年8月1日，「機械製圖科」改制為「電腦機械製圖科」。
- 2012年9月，高雄高工仁愛樓屋頂整修工程竣工，仁愛樓加蓋拱形鐵皮屋頂結構。
- 2012年10月，原第一實習大樓一、二樓改建為圖書館，並由和平樓搬遷完竣，2013年8月整修更名為「圖資大樓」，三至五樓改建為校史館、電腦、音樂、美術教室。
- 2013年3月13日，本校與國立高雄應用科技大學建工校區相連圍牆側門啟用。
- 2014年8月，校園西南隅原出借台電公司變電所原址完成遷移並歸還本校。
- 2016年8月，完成仁愛樓耐震補強工程。
- 2017年8月1日，106學年度起，綜合高中停止招生，末屆學生於2018年6月畢業；另因應十二年國教高級中等教育法之施行，高雄市立高雄高級工業職業學校附設高級職業進修學校併入該校編制，由原該校所設之獨立編制「附設高級職業進修學校」，轉型改制為該校內部之教學單位「進修部」。
- 2017年，106學年度決議原台電變電所建物更名為「群賢會館」、舊音樂美術教室大樓更名為「力行樓」、舊化工科館更名為「第一實習大樓」。
- 2017年8月底，忠孝樓耐震補強工程完工，進行結構擴柱及面大門側部分外牆拉皮整建。
- 2018年6月12日，校園西南隅由原台電變電所舊建物改建之「群賢會館」揭幕啟用，一樓為公共使用空間,二樓由教師會、家長會、校友會及退休同仁聯誼會遷至本處。
- 2018年8月，原漆彈場興建室內綜合球場竣工。

### 雄中自衛隊
- 1947年在二二八事件發生期間，在高雄組成的武裝學生團體，成員包括以台灣省立高雄第一中學(雄中)學生等人為首，及高雄工業學校（雄工）、高雄商業學校(雄商)和高雄女子中學(雄女)等校學生。
- 這群學生組成的自衛團體，巡視學校周邊，以保持秩序，同時保護了許多受威脅的臺灣外省人。
- 在二二八事件結束後，這群學生被認為受到日本教育毒害而反對政府，這段歷史因此在白色恐怖時期的氣氛下而被掩蓋。
- 在解嚴之後，經台灣史學者許雪姬、方惠芳、吳榮發和林秀玲等人的研究，此段歷史依據口述歷史逐漸還原，開始受到各界重視。
- 在高雄市議會倡議下，2014年起雄中、雄女、雄工、雄商每年皆於二二八和平紀念日辦理四校會師，紀念二二八雄中自衛隊。

### 校地爭議
- 1963年高雄高工始設置專科部。
- 1972年與臺灣省立高雄工業專科學校分治，並撥用此校校地約9.8公頃予該校設校使用，而後建起圍牆。
- 1990年由於鄰校國立高雄工專學生逐年增長，校地空間不足，故要求此校遷校至當時為空地的三民高中現址，並將此校校地供其使用之議。而此校師生與校友因愛校心切，屢有護校抗爭之舉，致使兩校爭議不斷，此事無法順利解決，延宕多時。
- 1991年2月林顯茂接任校長，處理「此校遷校並將校地提供給高雄工專使用之爭議」。九月確定此校不遷校。
- 1993年高雄工專旋即取得高雄縣政府同意無償撥用燕巢鄉深水農場106.3公頃土地，並奉教育部核准規劃設置第二校區（燕巢校區）。
- 2013年3月13日此校與當時的國立高雄應用科技大學建工校區（現國立高雄科技大學建工校區，前身為高雄工專）相連圍牆側門啟用，象徵兩校開啟資源共享、互通有無的夥伴關係[7]。

## 歷任校長
| 任別                         | 任期                          | 姓名                         |                              |                              |
| 高雄工業學校時期（日治時代） | 高雄工業學校時期（日治時代）  | 高雄工業學校時期（日治時代） | 高雄工業學校時期（日治時代） | 高雄工業學校時期（日治時代） |
| ---------------------------- | ----------------------------- | ---------------------------- | ---------------------------- | ---------------------------- |
| 1                            | 1942年4月1日 － 1945年8月15日 | 宮本清利                     |                              |                              |
| 代理                         | ：1945年8月 － 1945年11月     | 陳清全                       |                              |                              |
| 2                            | 1945年11月 － 1946年6月       | 邱克修                       |                              |                              |
| 代理                         | 1946年6月 － 1946年9月        | 李鐘淵                       |                              |                              |
| 高雄工業職業學校時期         |                               |                              |                              |                              |
| 代理                         | 1946年9月 － 1947年2月        | 李鐘淵                       |                              |                              |
| 1                            | 1947年2月 － 1947年4月        | 廖行貴                       |                              |                              |
| 2                            | 1947年4月 － 1949年7月        | 徐佳傑                       |                              |                              |
| 3                            | 1949年7月 － 1953年8月        | 魏棣九                       |                              |                              |
| 4                            | 1953年8月 － 1959年8月        | 唐智                         |                              |                              |
| 高雄高級工業職業學校時期     |                               |                              |                              |                              |
| 1                            | 1959年8月 － 1972年1月        | 唐智                         |                              |                              |
| 2                            | 1972年1月 － 1972年9月        | 夏漢民                       |                              |                              |
| 3                            | 1972年9月 － 1982年4月        | 王承祐                       |                              |                              |
| 代理                         | 1982年4月 － 1982年5月        | 孫明霞                       |                              |                              |
| 4                            | 1982年5月 － 1991年2月        | 許朝智                       |                              |                              |
| 5                            | 1991年2月 － 1998年8月        | 林顯茂                       |                              |                              |
| 代理                         | 1998年8月 － 1999年6月        | 黃明來                       |                              |                              |
| 6                            | 1999年6月 － 2007年7月31日    | 孫明霞                       |                              |                              |
| 7                            | 2007年8月1日 － 2015年7月31日 | 吳參鏡                       |                              |                              |
| 8                            | 2015年8月1日 － 2023年7月31日 | 楊狄龍                       |                              |                              |
| 9                            | 2023年8月1日 - 迄今           | 高瑞賢                       |                              |                              |

## 校徽
造型與意涵：

舊校徽

- 中間採用十字星圖樣， 表示屹立於日本最南端的工業學校，背負著南進使命，負擔繼往開來，前進南洋廣大地域所開發的任務而來。
- 南十字星圖樣的兩旁採用旺盛蓬勃的海洋來展示它的雄心大志，也象徵台灣四面臨海，高雄又是大的工商港口，在這無盡資源的海洋中，雄工具有無限生機與開展空間。

造型：齒輪置於水面上，正中鑲崁「雄工」二字。

現行校徽

涵義：齒輪代表工業巨輪，生生不息。金屬鋸齒代表科別。齒輪置於地面上，象徵旭日東昇。水平線頭尾的角度，蘊含平穩，一帆風順。「雄工」採造型字體，直線表剛強，弧線表柔和，呈現剛柔並濟的校風。

## 校園環境及建築

### 校園環境
日治時期，曾有二層樓的磚造建築物，據耆老描述當時校地廣大，曾有飛機跑道供航空科使用。戰後，學校建築沿用至民國50年代左右，才逐漸改建為現今樣貌。校地面積約10公頃，學校建築包括4棟教學樓（忠孝、仁愛、信義、和平）、活動中心，汽車化工大樓、汽車科實習工廠、建築科工廠、圖資（含音樂美術）大樓、3棟實習大樓、技術教學大樓、力行樓、群賢館等。另外，設有游泳池、室內綜合球場、籃球場、排球場、運動場、社區圖書室、駕駛訓練場等設施。

### 懷泗亭
懷泗亭位於學校東側，與高科大的連通道旁。民國90年代，由原本老舊少用的廁所改建而成，該建物原名白宮，恰巧與美國總統官邸同名，在不破壞原有結構下，保留了八根柱子，讓舊白宮走入歷史，新建物成為親師生交誼廳。懷泗亭由曾任輔導組長鍾邦友先生命名，顧名思義，乃懷念學校原有建物泗水亭，經過多次改建，已不復存，許多老校友念念不忘，特此紀念。

## 教學單位

### 機械群
- 機械科
- 電腦機械製圖科

### 動力機械群
- 汽車科

### 電機、電子群
- 電機科
- 電子科
- 資訊科
- 冷凍科

### 化工群
- 化工科

### 土木、建築群
- 建築科

### 設計群
- 圖文傳播科

## 服儀

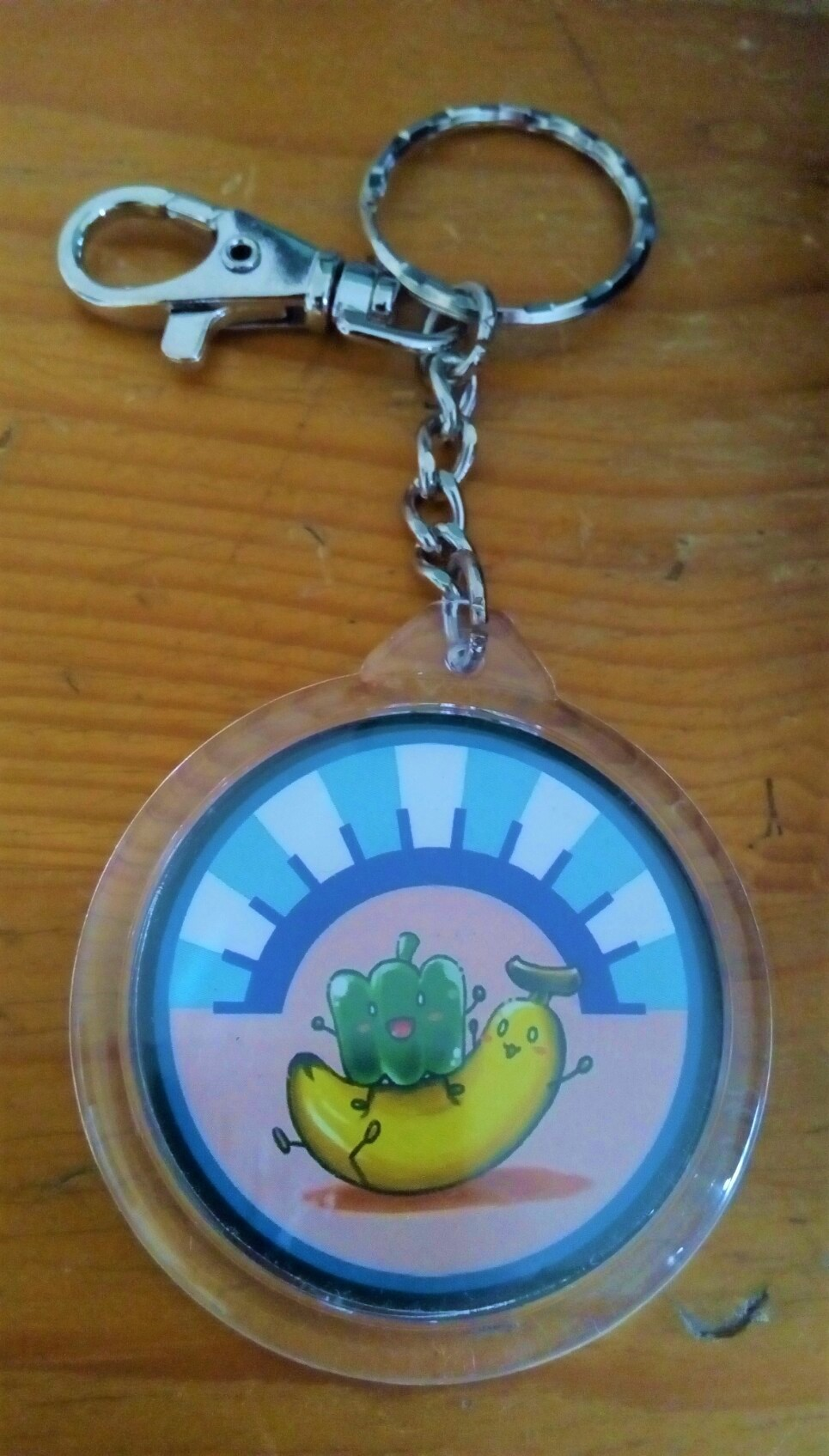
印有青椒香蕉的吊飾，頗具趣味。

### 制服
白色襯衫（男生為淺藍條紋，女生為淺粉條紋）左側口袋上方繡有高市雄工以及校徽、科別、學號字樣，並且搭配黑色西裝褲，女生另有黑色短裙可搭配。
可搭配皮鞋穿搭（目前已經不強制）
可搭配制服外套或運動服外套
領帶為由深藍及淺藍組成並印有校徽。

### 運動服
上衣為白色帶有綠黃條紋，長褲及外套男女則分別為綠色及黃色，故俗稱青椒與香蕉。運動短褲黑色為底，兩側口袋附近帶有綠黃色塊。 過去雄工並沒有運動短褲，加上材質關係，夏天時常會導致悶熱難受，經過多年的反應。2014年夏，由學生設計的三種樣式，再經由學生票選出如今的運動短褲，並被學生視為雄工的吉祥物之一，然而學生多笑稱為「香蕉、芭樂」。

### 書包
雄工書包以綠色為底，正面印有雄工楷書字樣。另外也有後背式的版本，以黑色為底，用白色印著KIHS的圖案。

## 校園活動

### 校慶
固定於每年十月的某周末舉辦校慶。
而雄工通常在星期五舉辦運動會，星期六舉辦園遊會，並且會有許多社團在校園不同地方演出。

## 社團(112年學年度)
實際以學校公告為主
| - 健身社 - 跆拳社 - 桌球社 - 排球社 - 籃誼社 - 網球社 - 飛盤社 - 游泳社 - 滑板社 - 羽球社 - 棒球社 - 自行車社 - 科學武術社 | - 象棋社 - 圍棋社 - 橋藝社 - 桌上遊戲社 - 魔術方塊社 | - 管樂社 - 國樂社 - 吉他社 - 長笛社 - K歌社 - 搖滾音樂社 - 烏克麗麗社 - 銅管重奏社 - 敲擊樂合奏社 - 薩克斯風重奏社 | - 街舞社 - 大眾傳播社 - 流行舞蹈社 | - 英檢社 - 康輔社 - 模型社 - 童軍社 - 文青社 - 漆彈社 - 魔術社 - 紫錐花社 - 電影欣賞社 - AI智能科學社 - 雄工儀隊社 - 國際交流社 - 和諧粉彩社 - 動漫研究社 |

## 相關單位

### 雄工駕訓班
全稱為高雄市立高雄高級工業職業學校附設汽車駕駛人訓練班，為高雄市唯一的市立駕訓班，位置於本校後方，汽化大樓旁，提供小客車及大貨車的駕訓班。
2018年底，因原僱用行政人員於10月退休，新僱人員於11月1日突發離職，以致學員招生訓練等業務頓時無法接應，該校駕訓班管理委員會2018年11月23日決議，即日起停止招生。

### 雄工學聯會
全名為高雄高工學生聯合自治會。依據「高雄市立高雄高級工業職業學校學生聯合自治會組織章程」，由高一及高二學生選出正副會長，並由會長任命幹部。目前為第十屆。

## 外部連結
- 官方网站 （页面存档备份，存于）
- 高雄高工數位校史館 （页面存档备份，存于）